# Sberbank (Magyarország)
A Sberbank Magyarország Zrt. (röviden Sberbank) magyarországi, végelszámolás alatt álló kereskedelmi bank. Szolgáltatásai lakossági ügyfelek, társas vállalkozások, intézmények, önkormányzatok és egyéni vállalkozók számára voltak elérhetők. Elsősorban a vállalati finanszírozás területén tevékenykedett (ez a bank adta ki például az első Agrár Széchenyi Kártyát), de állami támogatással rendelkező finanszírozási formákat is nyújtott.
A Volksbank osztrák anyavállalatát 2012-ben vásárolta fel az orosz Sberbank. A Magyarországi Volksbank Zrt. fiókhálózata 2013. november elsején vette fel a Sberbank nevet és azóta működött Sberbank Magyarország Zrt. néven. 27 hazai bankfiókja közül 9 Budapesten, 18 vidéken üzemel.
A bank 2022 márciusában az orosz-ukrán háborúval kapcsolatos szankciók következtében beszüntette magyarországi tevékenységét.

## Története
A magyarországi Volksbank Zrt.-t 1993-ban alapították, alapításkori jegyzett tőkéje egymilliárd magyar forint, az alapításkori egyetlen tulajdonos az Österreichische Volksbanken AG (ÖVAG) volt. A Bank főrészvényese 1996-tól az ÖVAG leányvállalata, a Volksbank International AG (VBI). A magyar Volksbankba 2007-ben olvadt be az 1987-ben alapított, 1996 óta orosz tulajdonban lévő Általános Értékforgalmi Bank. 2012. február 15-én a Sberbank Russia felvásárolta a Volksbank International AG-t, ezáltal a Volksbank orosz tulajdonba került, és felvette a Sberbank Europe AG nevet.
A Sberbank csoport Oroszország legnagyobb bankja, több mint 100 millió lakossági és egymillió vállalati ügyféllel rendelkezik, ügyfeleit 18 ezer bankfiókban szolgálja ki. A Sberbank fő tulajdonosa az Orosz Központi Bank, a részvények 50%-ával + 1 szavazattal rendelkezik. A Sberbank Europe AG Ausztriában, Bosznia-Hercegovinában, Csehországban, Horvátországban, Magyarországon, Ukrajnában, Szerbiában, Szlovákiában és Szlovéniában van/volt jelen.
A 2022-es orosz invázió Ukrajna ellen miatt az Európai Unió embargója folytán elrendelték az anyabank, a Sberbank Europe végelszámolását, a Sberbank Magyarország Zrt. súlyos likviditási és tőkehelyzete miatt az MNB is visszavonta a hazai hitelintézet tevékenységi engedélyét, és elrendelte annak végelszámolását.